# Gheorghe Ceaușilă
Gheorghe Ceaușilă (n. 11 octombrie 1966, Boișoara, Județul Vâlcea) este un fost fotbalist și antrenor român. În cariera sa de fotbalist a evoluat pentru 12 echipe de fotbal printre cele mai importante fiind Steaua București, Dinamo București, Universitatea Craiova, Sportul Studențesc și Progresul București; de asemenea a evoluat și pentru Echipa națională de fotbal a României în 5 partide.

## Viața timpurie și cariera de junior
Gheorghe Ceaușilă și-a început cariera fotbalistică la echipa de juniori a clubului Chimia Râmnicu Vâlcea. Datorită talentului său, a fost împrumutat la Steaua București în 1986, la doar 19 ani.

## Cariera profesională
Cariera lui Ceaușilă s-a desfășurat la mai multe cluburi din România și din străinătate, cu realizări importante în Divizia A (actualmente Liga 1):
● Steaua București (1986): Deși a făcut parte din lotul Stelei, care a câștigat Campionatul Național și Cupa Campionilor Europeni în 1986, Ceaușilă nu a jucat în meciurile din Cupă.

● Universitatea Craiova (1989–1991): Aici, Ceaușilă a atins apogeul carierei sale, câștigând titlul de campion național și Cupa României în 1991.

● Dinamo București (1994): Chiar dacă a fost campion și cu alte echipe, Ceaușilă a rămas un susținător dedicat al clubului Dinamo, deși a jucat cu respect pentru toate echipele la care a evoluat.

### Controversa numelui în timpul regimului comunist
Pe parcursul carierei sale, Gheorghe Ceaușilă s-a confruntat cu o provocare neobișnuită: numele său de familie era prea asemănător cu cel al dictatorului Nicolae Ceaușescu. Din acest motiv, în perioada cât a jucat la Steaua, era menționat sub numele de „C. Gheorghe” în cronicile sportive și pe tabelă. Abia după Revoluția din 1989, Ceaușilă a putut să-și audă numele complet pe stadioanele din România.
Fostul fotbalist își amintește momentul în care a descoperit această cenzură:
„Am cumpărat ziarul după primul meu meci, iar numele meu nu apărea în echipă. După ce am citit din nou, mi-am dat seama că 'C. Gheorghe' eram de fapt eu!“.

### Cariera internațională
Ceaușilă a fost convocat de cinci ori în echipa națională a României. Acesta a declarat că unul dintre marile sale regrete este faptul că nu a fost selecționat pentru Campionatul Mondial din 1994, atribuind acest lucru plecării antrenorului Cornel Dinu de la echipa națională.

### Ultimii ani și cariera de antrenor
După retragerea din fotbalul profesionist în 2000, Ceaușilă a devenit antrenor, lucrând la cluburi din Grecia, cum ar fi PAE Marko, PAE Kouvaras și PAE Keratea, unde a pregătit echipe de juniori.

## Palmares
- 5 prezențe în Echipa națională de fotbal a României
- Campion Național: (1985-1986) și (1990-1991)
- Cupa României: (1990-1991)
- 214 prezențe în Liga 1 și 58 goluri